# 袁晋修
袁晋修（1916年—1983年3月27日），男，河北蠡县人，中华人民共和国政治人物，曾任国务院副秘书长、国务院机关事务管理局党组书记和局长。

## 生平
1937年8月，袁晋修参加革命工作，同年10月加入中国共产党。抗日战争全面爆发后，他组建游击队，坚持游击战争。1942年以后，受中共党组织的委派，长期从事地下工作，在伪军警宪上层人物中间周旋，在遭敌人通缉时临危不惧，使中共党组织免遭破坏。中华人民共和国成立后，历任北京市人民政府人事处干部科科长，北京市市政工程局副局长、北京市第二商业局局长，中共北京市委财贸部副部长。在北京市市政建设，改善北京市人民生活，繁荣北京市场等方面作出了贡献。文革期间，受到残酷迫害。文革结束后，任国务院副秘书长、国务院机关事务管理局党组书记和局长。后患心肌梗塞住院治疗，抢救无效，于1983年3月27日在北京逝世，享年66岁。4月6日，追悼会在北京八宝山革命公墓礼堂举行。